# Richard Henry Tawney
Richard Henry Tawney [ričrd henri tóný] (30. listopadu 1880, Kalkata, Indie – 16. ledna 1962, Londýn, Velká Británie) byl anglický spisovatel, filosof, historik hospodářství, sociální kritik a univerzitní profesor, vlivný zastánce křesťanského socialismu a vzdělávání dospělých.

## Život a působení
Vzdělání získal na Rugby School a Balliol College v Oxfordu, kde studoval moderní historii. Do Rugby School nastoupil zároveň s W. Templem, budoucím arcibiskupem z Canterbury, a zůstali blízkými přáteli na celý život. V roce 1905 se stal členem výkonného výboru „Dělnické vzdělávací asociace“ (Workers' Educational Association, WEA), od dvacátých let do roku 1947 byl jejím ředitelem a pravidelně přednášel pro dělnické vzdělávací spolky. Před začátkem první světové války přednášel na univerzitě v Glasgowě, za války byl těžce zraněn v bitvě na Sommě a v roce 1917 začal přednášet na prestižní London School of Economics, kde setrval až do konce své kariéry. V roce 1931 získal titul profesora ekonomické historie. Dvakrát neúspěšně kandidoval do Dolní komory britského parlamentu za Labour Party.

## Myšlení
Jako historik a věřící anglikánský křesťan Tawney ostře kritizoval moderní „hrabivou společnost“ (acquisitive society) a svoji první velkou vědeckou práci věnoval vyvlastnění půdy šlechtou v 16. století. Začal jako radikální socialista, nicméně kritický vůči Karlu Marxovi, postupem času však opustil revoluční stanovisko a prosazoval sociální reformy, zejména rozšíření všeobecného vzdělávání.
| „                                                          | Společnost, která uctívá získávání bohatství jako vrchol blaženosti, bude přirozeně nakloněna pokládat chudé za zatracence v příštím životě – už jen proto, aby ospravedlnila, že jim z tohoto života dělá peklo. | “ |
| — R. H. Tawney, Religion and the Rise of Capitalism (1926) | |   |

## Dílo
- The Agrarian Problem in the Sixteenth Century („Agrární problém v 16. století“, 1912), London: Longman, Green and Co.
- The Acquisitive Society („Hrabivá společnost“, 1920); znovu Harcourt Brace and Howe (Mineola, NY, Dover: 2004; ISBN 0-486-43629-2)
- Secondary_Education_For_All („Střední vzdělání pro všechny“, 1922)
- Religion and the Rise of Capitalism („Náboženství a vznik kapitalismu“, 1926); znovu Mentor (1953) a Peter Smith (1962; ISBN 0-7658-0455-7)
- Equality („Rovnost“, 1931; ISBN 0-04-323014-8)
- Land and Labour in China (výňatky) („Půda a práce v Číně“, 1932)
- The Radical Tradition: Twelve Essays on Politics, Education and Literature („Radikální tradice: 12 esejů o politice, vzdělávání a literatuře“, 1964), Harmondsworth, Penguin; ISBN 0-14-020834-8